# Retaule del Roser de la Doma
El Retaule del Roser és un retaule renaixentista de l'església de la Doma a la Garriga. És a la nau del costat de l'Epístola, al mateix lloc per al qual va ser creat. Es desconeix qui n'és l'autor. Data d'entre 1574 i 1586.

## Història
A final del segle xvi, les autoritats eclesiàstiques varen fomentar les confraries del Roser mitjançant els frares predicadors de l'orde dominicà, on s'havia circumscrit fins a aquell moment. El culte a la Mare de Déu del Roser i al Santíssim Sagrament fomentaven noves formes de religiositat aparegudes amb la Contrareforma.
El retaule és a una nau que forma part d'una ampliació feta el 1561 i es va alinear amb aquest corrent. A les actes de les visites pastorals del 2 de setembre de 1586 es destaca l'activitat de la vida parroquial i el progrés espiritual de la feligresia de l'església de la Doma, a la Garriga, materialitzats en nombroses adquisicions d'orfebreria, talla o pintura, així com reparacions del material ja existent. Es fa també un inventari dels altars existents: «Aiximateix visità tots els altars particulars de dita església, o sigui: l'altar de Santa Maria i l'altar de Santa Maria ‘del Roser’ i el seu retaule, novament fet i pintat, amb la imatge de Santa Maria ‘de bulto», amb el seu fill beneit, i la imatge de Sant Antoni i Santa Caterina ‘de bulto’; aiximateix l'altar de Sant Martí; també l'altar de Sant Jaume i l'altar de Sant Roc».
L'any 1582 va ser l'anterior visita, tal com es recull al foli 35 del volum 46 del llibre de visites, si bé l'acta està en blanc. Com que no se sap si ja existia el 1582, cal fixar com a terminus post quem l'any 1574, data de la darrera visita en què no hi constava inventariat.
No s'han trobat documents relatius a l'encàrrec que permetin identificar-ne l'autor, un fet explicable per la destrucció dels arxius parroquials anteriors al segle xvii durant la guerra civil. A més a més, té una factura que correspon a una obra de segon ordre i no resulta factible fer cap atribució a artistes destacats i documentats de l'època.
El retaule va ser restaurat el 1956 sota l'impuls de Josep Maurí, l'historiador i notari de la Garriga que va reeixir recuperar l'estil original de l'església fortificada.

## Descripció
L'estructura té unes dimensions de 4,30 m d'alçada per 2,60 m d'amplada. Consta de sòcol, predel·la, primer pis, àtic i un petit coronament decoratiu.
El sòcol està decorat amb marbrejats, damunt del qual la predel·la presenta tres pintures sobre taula, al primer pis hi ha tres fornícules amb talles exemptes, l'àtic conté una taula central i dues de superfície triangular als extrems que s'adapten a la forma arrodonida de l'àtic seguint el disseny semicircular del coronament que imita una petxina de pelegrí.
Els carrers del retaule estan separats per columnes i pilastres. Les columnes presenten capitells d'ordre dòric, amb fust tornejat i decorat amb estries i grans fulls que envolten el fust. Les pilastres estan decorades amb motius de candelieri i motius vegetals. Els pisos se separen mitjançant un entaulament amb cornises, decorat amb els elements renaixentistes de copes, garlandes, cornucòpies, etc. Als punts on s'entrecreuen els entaulaments i les columnes, les cornises estan decorades amb caps de querubins.
Tots els perímetres estan ornamentats amb el llenguatge clàssic, perlats, dentats, òvuls, etc. Als carcanyols de les fornícules hi ha una roseta decorativa i l'interior de les fornícules estan acabats amb petxines renaixentistes.
Tota l'execució de la talla estructural és molt correcta i denota una bona informació sobre els motius estilístics de l'època per part de l'artesà fuster. L'estat de conservació és molt bo i no s'identifiquen desperfectes ni inestabilitats estructurals.

### Àtic
L'àtic està format per tres pintures: la central, una taula rectangular que representa un Calvari, una solució tradicional en els retaules des del gòtic; a banda i banda es representen dues meitats d'una Anunciació, amb l'arcàngel Gabriel a la taula esquerra i Maria a la taula dreta. Es tracta de dues taules en forma triangular rematades per una doble voluta.
| La Doma |  | La Doma    |
| La Doma |  | El Miracle |

CalvariLa taula del Calvari presenta una escena d'evident dramatisme, amb un cert regust nord-europeu, sense abandonar les influències manieristes, caps petits, cossos de cànon molt allargat i mans molt estilitzades. El paisatge del fons compta amb una precisió miniaturista, similar a les escenes de la predel·la.
Només hi apareixen quatre personatges: Crist, Maria, Sant Joan Baptista i Maria Magdalena. No apareixen, com a altres obres contemporànies, cap soldat ni les altres dues Maries, a més de la Magdalena.
Per la composició i postura dels personatges, guarda una gran versemblança amb el Calvari del Retaule de la capella del Santíssim (el Miracle), una obra gòtic-renaixentista de gran qualitat que Pere Nunyes havia bastit el 1530, quaranta anys abans.
Entre les similituds és remarcable la imatge de Crist que, també podria comparar-se amb un Calvari de Pere de la Rocha per la posició de les cames, però en el qual la forma del perizonium no coincideix. Un altre detall coincident i amb poques més referències són els dos dits de la mà dreta de Crist que prenen la posició de beneir. És un gest inusual que també es troba al Calvari del retaule de Santa Agnès de Malanyanes, obra de Jaume Forner de 1535, actualment al museu Diocesà de Barcelona.
També la situació de la Magdalena, agenollada al costat i agafant la Creu amb les mans és prou singular. Per exemple, es troba a l'esmentat retaule de Santa Agnès de Malanyanes i al retaule de sant Vicenç de l'ermita de Borgonyà de Perot Gascó, actualment al Museu Episcopal de Vic, si bé en aquests dos casos està al costat dret de l'escena.
Una diferència compositiva entre el Calvari de "El Miracle" i aquest de la Doma és la incorporació d'uns núvols que aporten un major dramatisme i situarien l'escena en les tres hores de foscor que, segons la tradició, varen seguir la mort de Jesús.［Acts 2:20］
Un bon exemple d'obra similar i, en aquest cas posterior al Calvari de la Doma, és el del retaule de Pardines, atribuït a Cristòfor Llorenç i realitzat a començament del segle xvii. Amb un estil més evolucionat a causa de la data, coincideix en la composició i ubicació dels personatges, l'ambientació amb una ciutat de fons i situada en la fase de foscor de la Crucifixió de Jesús, i la inusual posició dels dits de les mans en actitud beneitera.

Altres Calvaris esmentats
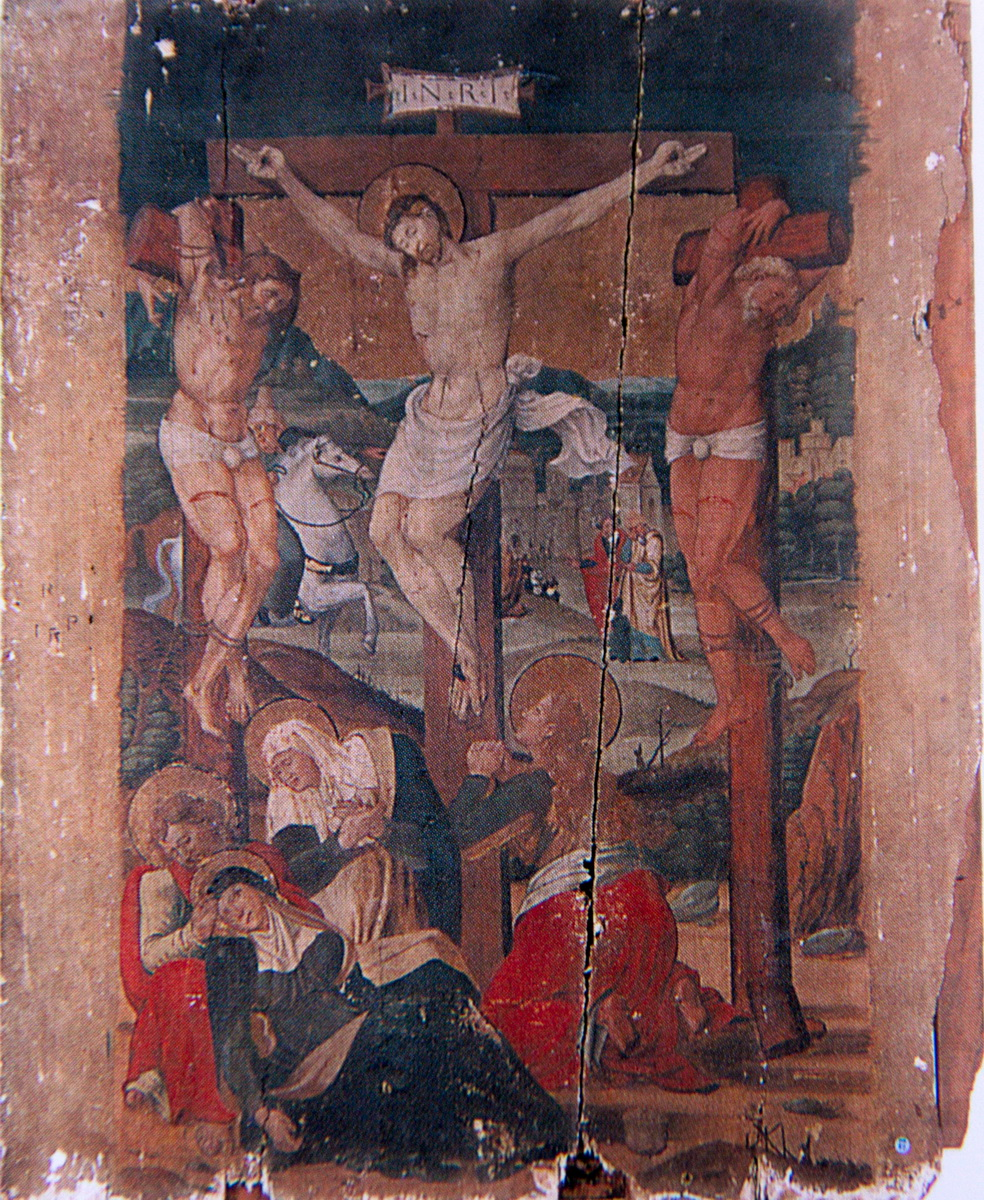
Calvari de Santa Agnès de Malanyanes de Jaume Forner
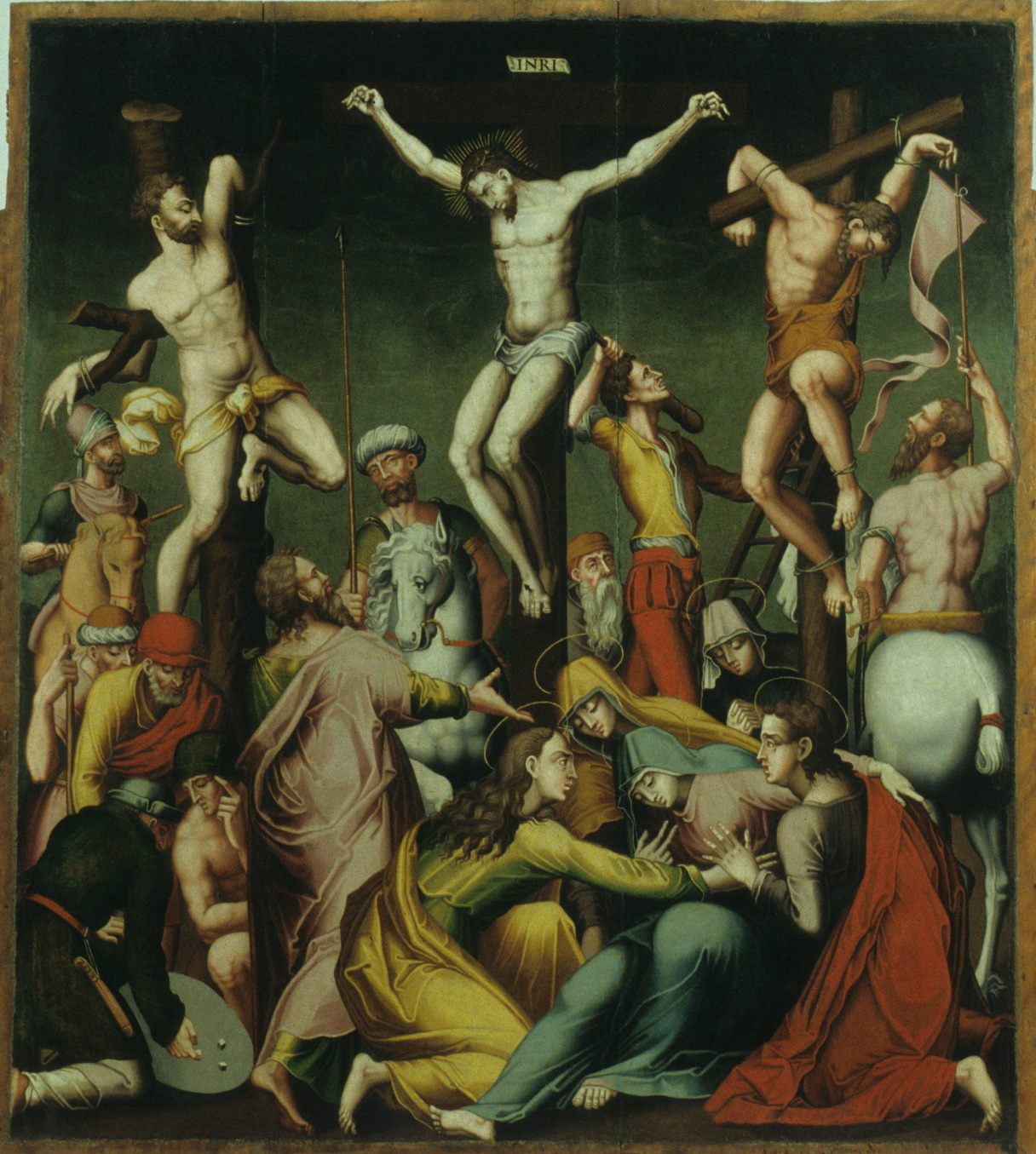
Calvari de Pere de la Rocha
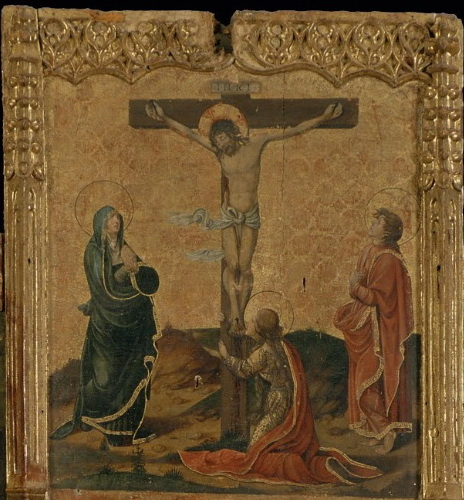
Retaule de sant Vicenç de l'ermita de Borgonyà de Perot Gascó
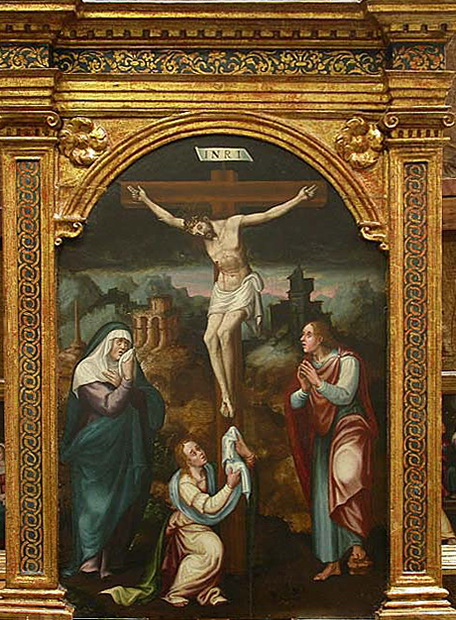
Calvari de Pardines de Cristòfor Llorenç

L'Anunciació
Les dues taules laterals amb l'Anunciació, són imatges inspirades en gravats de l'època, una pràctica habitual entre els artistes que comptaven amb els dibuixos de gravadors com Marcantonio Raimondi, Cornelis Cort o Giulio Clovio com si fossin catàlegs de referència sobre l'estètica i la composició dels fets religiosos o de la imatge de sants. L'octubre de 1580, Pietro Paolo de Montalbergo havia fet una importació massiva d'estampes de Cornelis Cort, un fet que n'hauria facilitat la difusió fins i tot a llocs allunyats dels centres artístics, com a la Garriga.
En aquest cas, l'autor va fer una composició a partir de dues làmines diferents. La figura de l'arcàngel Gabriel està inspirada en el gravat de l'Anunciació de Cornelis Cort, actualment conservada al Fine Arts Museums of San Francisco, que, alhora, estava inspirada en un disseny previ de Giulio Clovio. Tot i que aquesta làmina és una Anunciació, l'autor es va estimar més prendre com a model per a la Mare de Déu la imatge procedent d'un altre gravat. En concret, la imatge de la taula del carrer dret mostra una imatge de Maria copiada d'un gravat de Marcantonio Raimondi, un productor d'estampes que idealitzava obres dels grans mestres, especialment de Rafael.

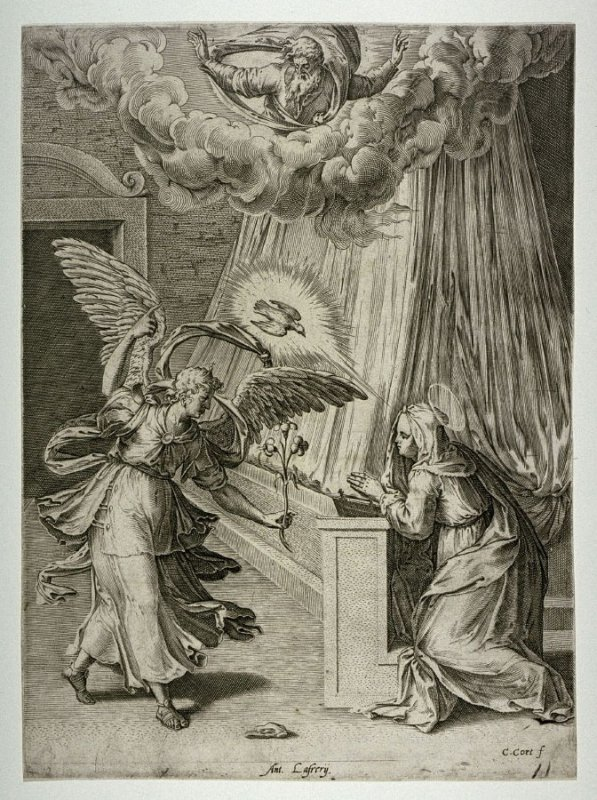
Model d'arcàngel de Cornelis Cort
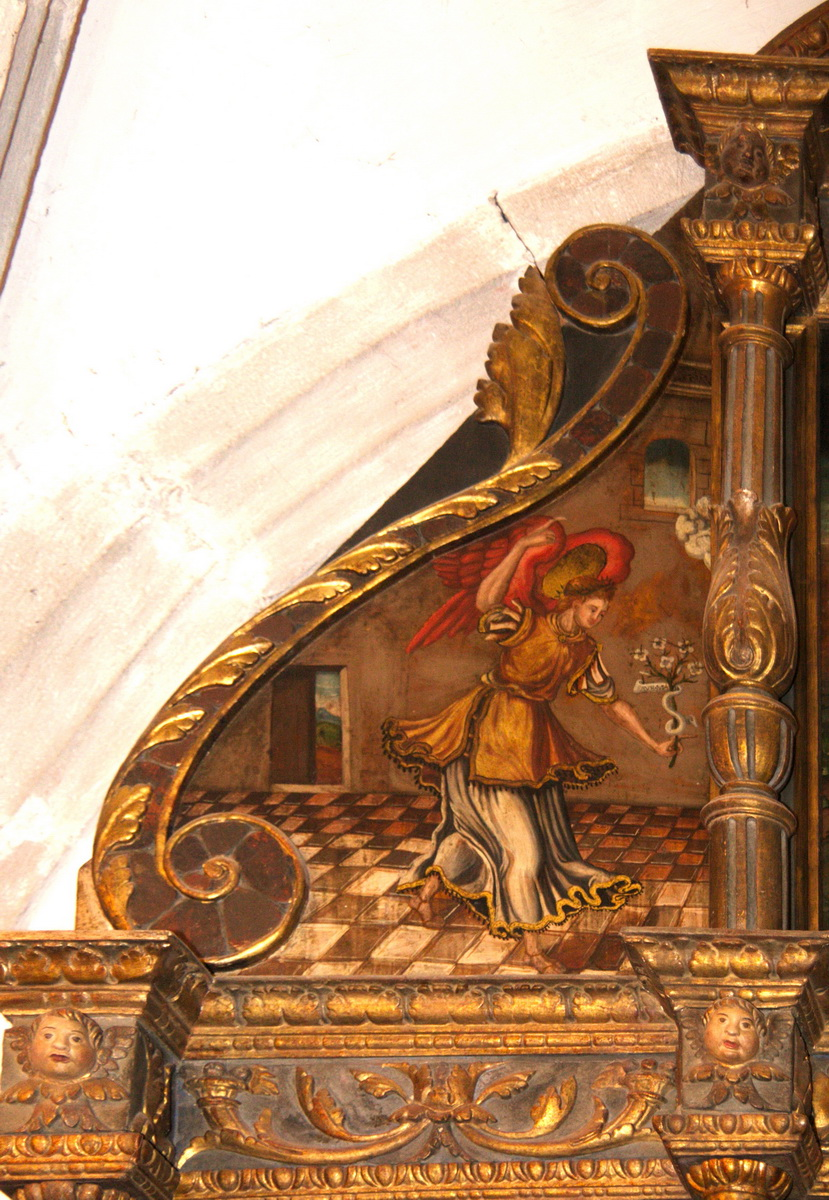
Arcàngel del retaule
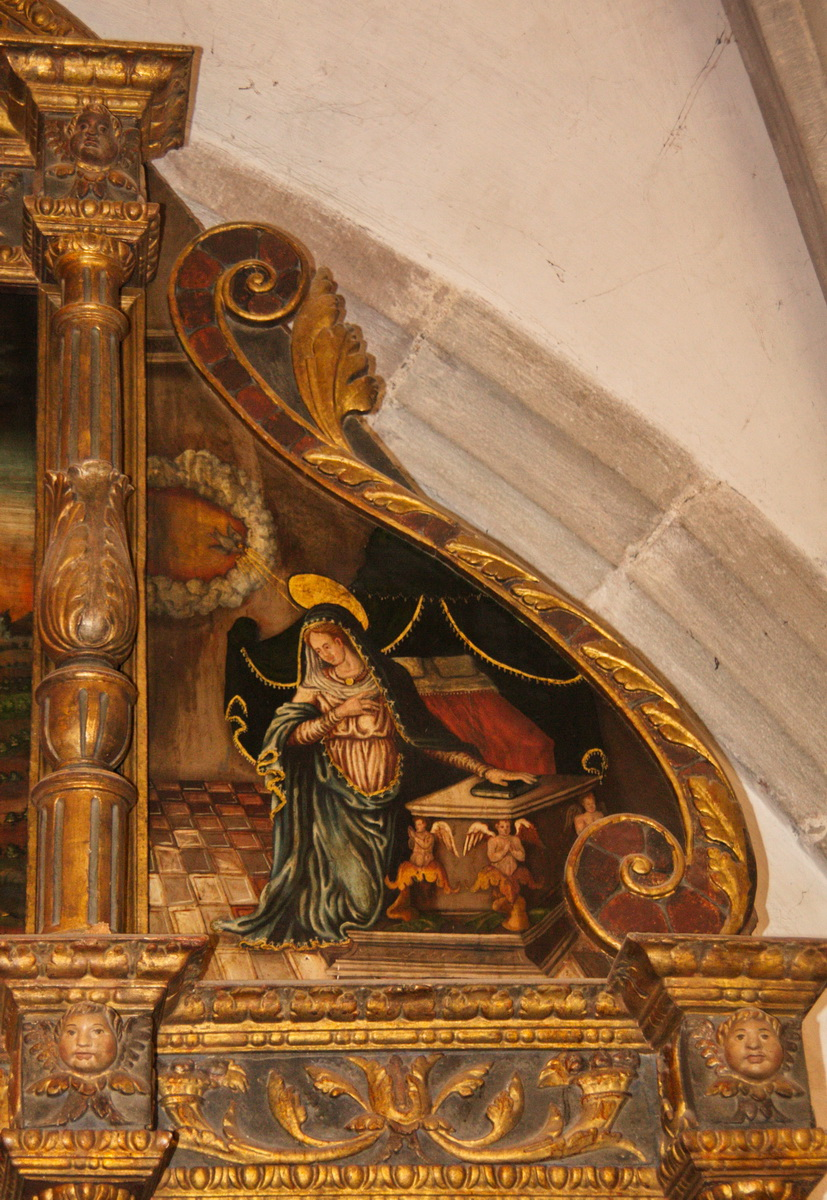
Maria del retaule
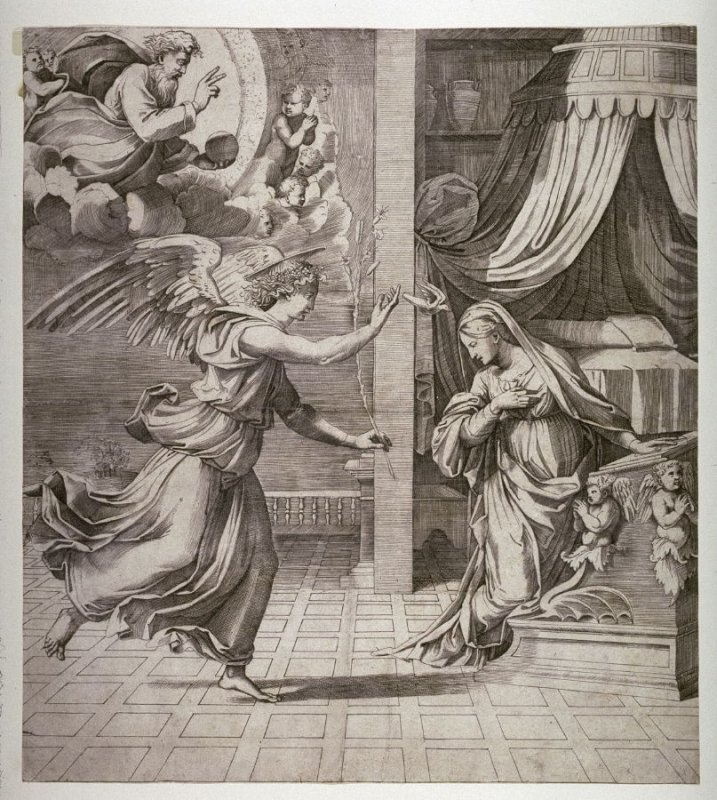
Model de Maria de Cornelis Cort

Òbviament, hi ha petites diferències de realització i les adaptacions que va haver de fer per encaixar parts d'ambdues imatges, com ara mantenir el núvol de l'escena de Cort compartint-lo a les dues taules, però sense el Déu Pare que ha desaparegut; també canvia lleugerament la posició de les ales de l'àngel i l'alçada de les cortines del llit, per adaptar-se a la forma triangular de les taules.

### Pis central
Al pis central no hi ha pintures, sinó talles policromades exentes ubicades dins fornícules. La central correspon a la Mare de Déu del Roser, a qui està dedicat el retaule, i les laterals a Sant Antoni Abat i Santa Caterina d'Alexandria.
L'hagiografia de Sant Antoni Abat el representa amb hàbit talar fosc, mantell i la caputxa del mateix color, propis dels monjos antonians que el consideren el seu fundador. Els seus atributs són un bastó que termina en forma de crossa, una tau grega al mantell i a l'hàbit a l'alçada del pit, un llibre a la mà i un porquet als seus peus, ja que se'l considera el patró dels animals domèstics.
La talla de la dreta mostra la imatge de Santa Caterina d'Alexandria, porta un llibre i una palma del martiri com a atributs, però li manca l'espasa i la roda del seu sacrifici. Aquesta mancança es pot deure al baix coneixement de l'hagiografia dels sants per part de l'artista escultor, o una pèrdua d'aquest element, ja que a la restauració de 1956 es va reconstruir la mà dreta que l'havia perduda, tal com s'observa en una fotografia dels anys 1940.
Aquestes dues talles tenen mesures d'una clara desproporció. Són excessivament curtes, tot i comptar amb prou espai dins les fornícules. La raó de llur presència al retaule guarda relació amb les representacions dels mateixos sants feta per l'escultor Bertran Felip als medallons de les claus de volta de la nau on es troba el retaule. Aquesta nau gòtica va ser el resultat de l'ampliació de 1561 que va duplicar la superfície de l'església. En aquest cas, la representació de Santa Caterina sí que hi compta amb la roda i l'espasa que li falta al retaule.
La fornícula central, més gran que les laterals, allotja la talla de la Mare de Déu del Roser, coronada, amb el Nen i amb el rosari a la mà.
També aquí les proporcions no són correctes, tot i que no tan exageradament. Cal destacar unes delicades faccions en el rostre de la Verge i del Nen, una mica malmeses per una inadequada restauració, en data desconeguda, que desvirtua els valors de l'original amb uns colors massa ficticis.
La imatge de la Mare de Déu del Roser acostuma a ser representada encerclada en una orla amb grups de 5 perles i cada grup enllaçat amb el següent per una roseta, en al·lusió a la disposició de les granadures del rosari. En aquest cas aquest conjunt decoratiu es troba tallat a les pilastres que flanquegen la fornícula central i, entre cada roseta s'observen 3 grups de 5 perles cadascú en representació dels 5 misteris de goig, glòria i dolor que formen part de la pregària del rosari.

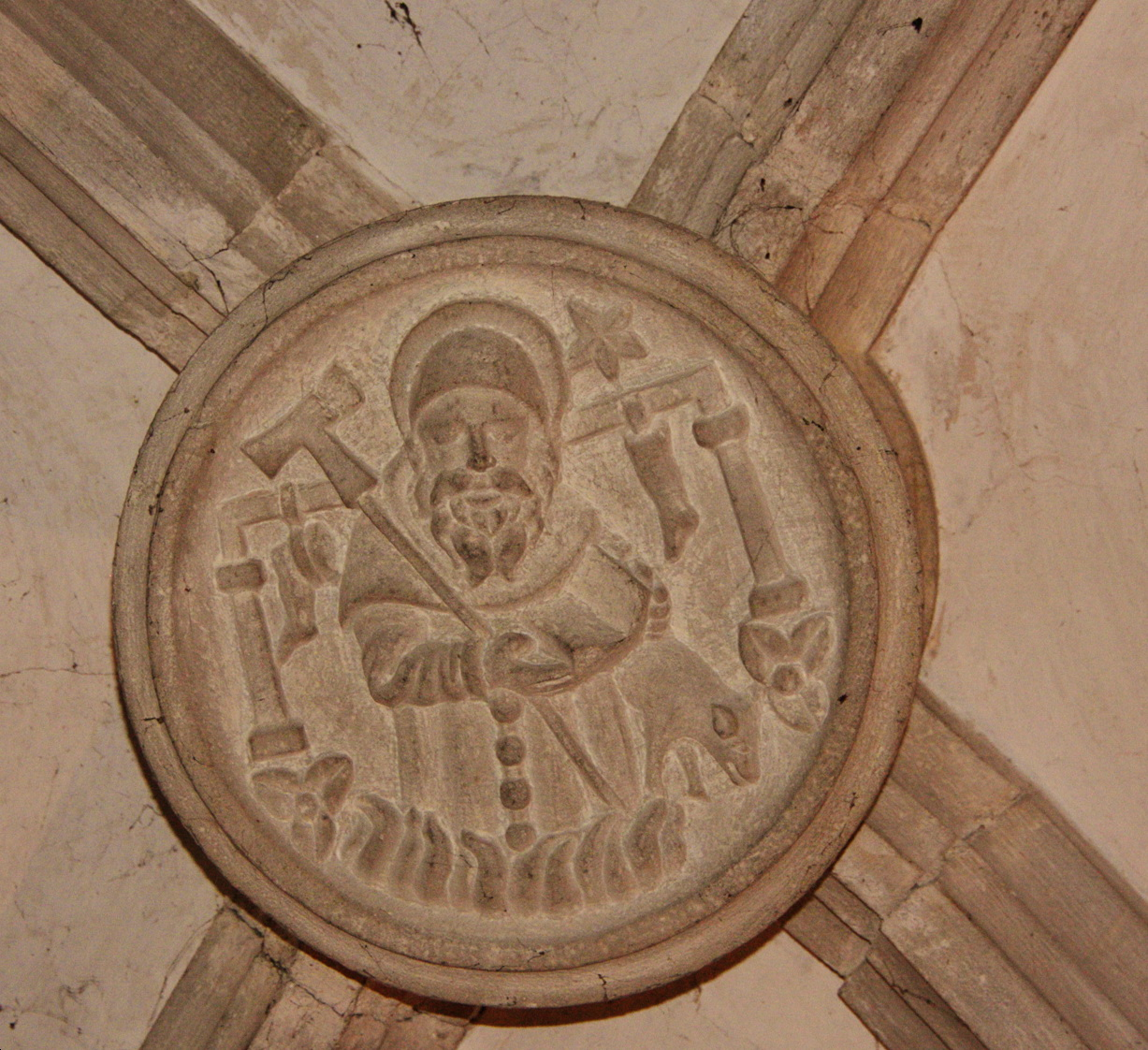
Clau de volta amb Sant Antoni
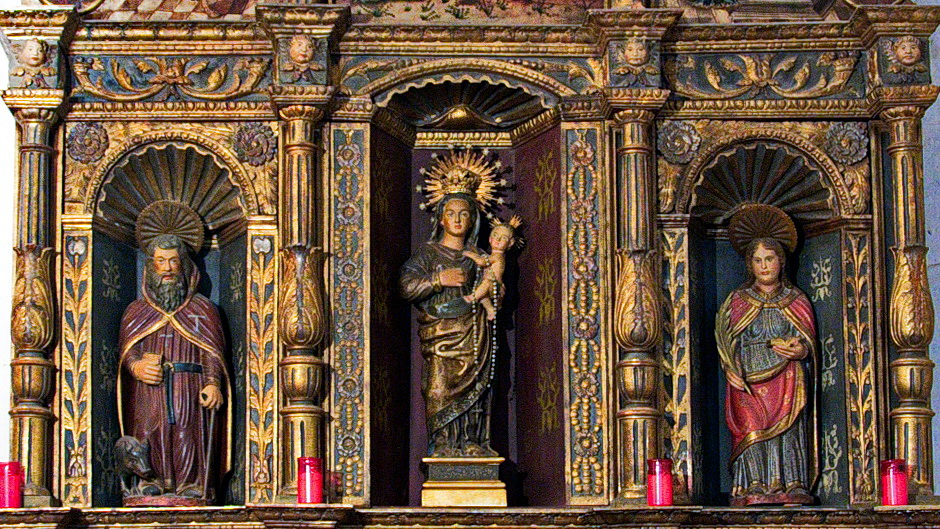
Pis central amb les talles policromades
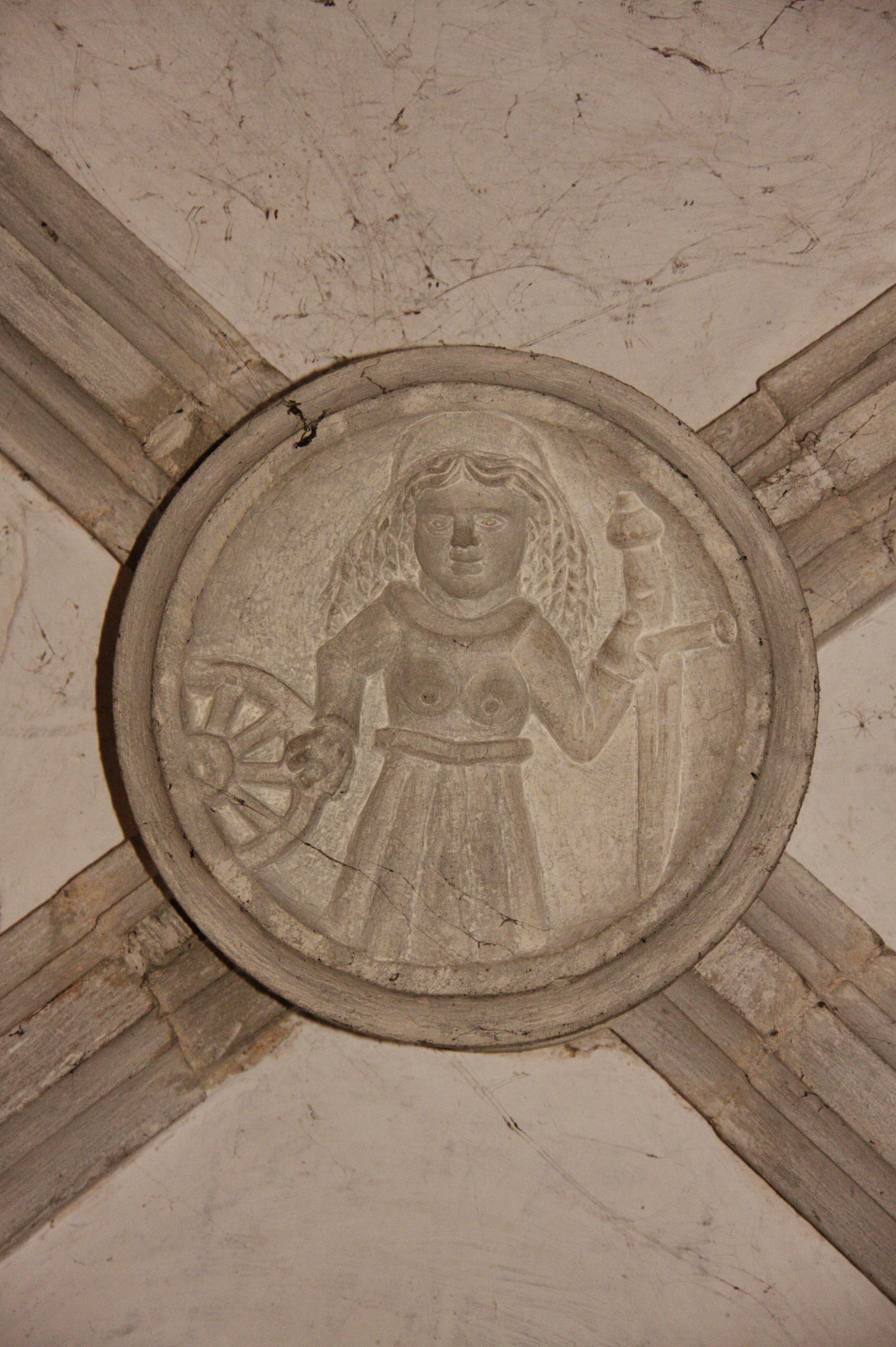
Clau de volta amb Santa Caterina

### Predel·la
| Dreta: Cosme i Damià de la Doma |  | Dreta: Cosme i Damià de la Doma |
| Dreta: Cosme i Damià de la Doma |  | Taula de Roderic d'Osona        |

| Centre: Pietà de la Doma |  | Centre: Pietà de la Doma |
| Centre: Pietà de la Doma |  | Pietà de Miquel Àngel    |

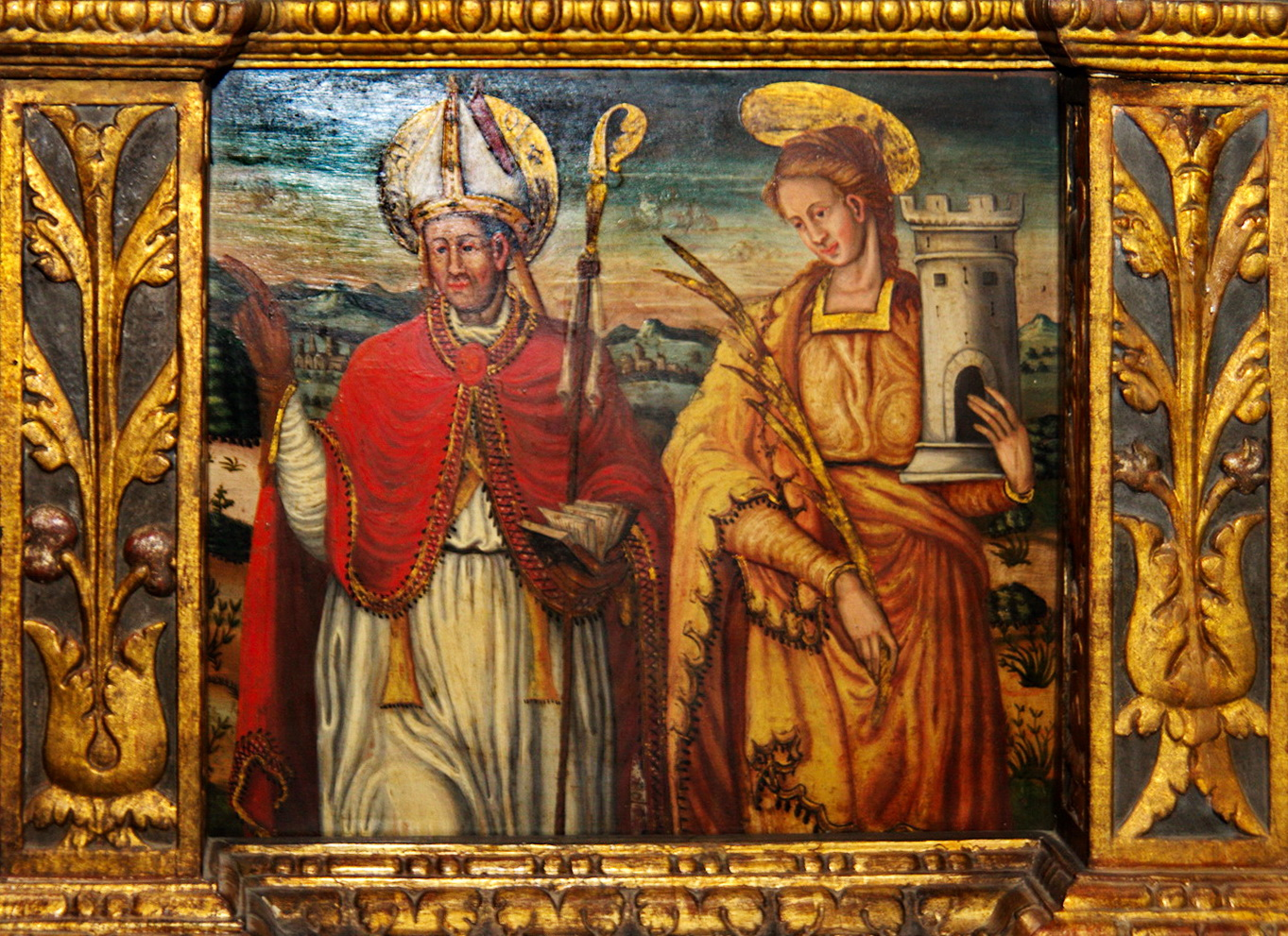
Esquerra: Sant Eloi i Santa Bàrbara

Les tres taules de la predel·la estan pintades mitjançant la tècnica de tremp i oli sobre taula. Estan alineades amb els tres carrers i la del mig és una mica més ampla que les del costat.
Les taules laterals representen sants protectors.
A l'esquerra hi ha una representació de sant Eloi vestit de bisbe, amb capa, mitra i bàcul pastoral, acompanyat de santa Bàrbara sostenint als seus braços els atributs personals: la torre i la palma del martiri. La figura de Sant Eloi no porta els atributs habituals referits als metalls —forja o joies—, però Josep Maurí, protector de l'església de la Doma, a partir d'un text de 1699 va poder identificar-lo. Sant Eloi està vinculat amb els ferradors, manescals, traginers i veterinaris, unes professions molt importants a l'època. Santa Bàrbara és la protectora contra les tempestes.
La taula de la dreta representa els sants metges bessons Cosme i Damià. Llur història de curacions i miracles els fa ser patrons dels metges. Durant l'edat mitjana, un període marcat per grans epidèmies, era una advocació molt estesa. Un fet que, a Catalunya, queda recollit a retaules com el dels sants Abdó i Senén de Jaume Huguet (1460), el que els sants metges tenen dedicat a la catedral de Barcelona, obra de Miquel Nadal de 1455, o el retaule de Sant Esteve Protomàrtir (devers 1500) a la mateixa església de la Doma, al costat d'aquest. Els detalls de les dues figures recorden les de la taula de Roderic d'Osona de 1490 que es conserva al museu de Belles Arts de Castelló. Les figures apareixen vestides amb vestit civil de l'època i porten els seus atributs habituals: un pot i una borsa de cuir, el sant de l'esquerra, i una capsa amb compartiments i una espàtula, el sant de la dreta.
Ambdues taules presenten els personatges abillats de forma elegant, en un espai obert i amb el perfil d'una ciutat inidentificable al fons, darrere seu.
La taula central de la predel·la és una Pietà directament inspirada en l'obra escultòrica de Miquel Àngel. Aquesta obra de 1498 havia causat un gran impacte en el món artístic i, al llarg de la primera meitat del segle xvi, va haver-n'hi una gran difusió d'imatges per a fer servir-la com a model.
L'artista respecta la composició dels personatges, si bé la qualitat dels detalls denota un baix nivell per a l'època. Com a les altres dues taules de la predel·la el fons representa una ciutat al mig d'un paisatge, en aquest cas, amb més elements com arbres, muntanyes i un petit bosquet.